# 楊璋
楊璋（1466年—？），字廷宜，湖廣德安府孝感縣人，民籍，明朝政治人物。

## 生平
弘治二年（1489年）己酉科湖廣鄉試第十二名舉人。弘治三年（1490年）中式庚戌科會試第二百八十八名，三甲第一百六十六名進士。正德十一年（1516年）以江西副使整飭贛州兵備。

## 家族
曾祖楊昱晟；祖父楊昭，義官；父楊敏，判官。母周氏。具庆下。